# Нова Заворіна
Нова Заво́ріна (рос. Новая Заворина) — присілок у складі Юргамиського району Курганської області, Росія. Входить до складу Чинеєвської сільської ради.
Населення — 143 особи (2010, 163 у 2002).